# Mirco Gennari
Mirco Gennari (Cidade de San Marino, 29 de março de 1966) é um ex-futebolista samarinês que atuava como lateral-esquerdo. É considerado um dos melhores da história da república localizada em território italiano, ao lado de Andy Selva e Damiano Vannucci.

## Carreira baseada em território samarinês
Em sua carreira, Gennari jogou praticamente em apenas equipes de seu país natal. Estreou em 1991, pelo Cosmos, quando já tinha 25 anos de idade. Depois de passar pelo Juvenes/Serravalle (um dos times que formariam o Juvenes/Dogana, onde também atuou em duas passagens), jogaria por dois anos fora de San Marino, represetando o Almas Ponte Rimini (time semi-amador da Itália). Retornou a seu país em 2000, jogando por Virtus, Faetano, Folgore Falciano e La Fiorita, fazendo um breve retorno ao Cosmos em 2010, aos 44 anos. Ele ainda jogaria pelo San Giovanni antes de voltar novamente ao Cosmos em 2013, jogando uma temporada e meia antes de encerrar sua carreira aos 48 anos, em 2014.

## Carreira na seleção
Entre 1992 e 2003, Gennari fez 48 jogos pela Seleção de San Marino, sendo o 16º jogador que mais jogou na história da equipe. Esteve presente no jogo em que a Sereníssima (apelido da Seleção) marcou seu primeiro ponto em eliminatórias, contra a Turquia. Deixou a seleção em 2003, aos 37 anos.